# بولان (خزر)
بولان صبريل أو بولان وهو حاكم إمبراطورية الخزر، واسمه في لغة الجوك ترك يعنى موظ. ويُقال بأن انتشار اليهودية بدأ في عصره، وأنه حصل على اسم صبريل بعد أن أصبح يهوديا.
ولم يظهر حاكما الخزر بولان صبريل وأوبادياه أي رد فعل تجاه ارتفاع سرعة تحول الناس إلى اليهودية في عهدهما، ولم يقوما بالتدخل في معتقدات الشعب.